# کف‌الخضیب
کف‌الخضیب (دست حنابسته) یا سَنَم‌الناقة (کوهان) یا بتا ذات‌الکرسی یک ستاره است که در صورت فلکی ذات‌الکرسی قرار دارد.

## کف‌الخضیب در نجوم احکامی
میان منجمان مسلمان مشهور آنست که چون کف‌الخضیب بر دائره نصف النهار می‌رسد دعای آنوقت مستجاب می‌شود لذا حکیم ریاضی رصدی مولوی ابو القاسم غلامحسین بن مولی فتح محمد کربلائی جینوری صاحب زیج جامع بهادری که نامش در جزو ۴۲ اعیان- الشیعه ص ۲۴۰ آمده است، در باب بیست و سوم مقالت سوم آن زیج (ص ۸۸ ط ۱) در معرفت ساعات بلوغ کف الخضیب بر دائره نصف النهار ضابطه و چند جدول بتفصیل ذکر نموده است.